# Historie videoher 1970–1979
V sedmdesátých letech 20. století se videohry dále programovaly pro sálové počítače, od roku 1971 se objevily arkádové hry. Nově vzniklá společnost Atari vydala videohru Pong. Kromě her pro domácí herní konzole vznikaly také první komerční hry určené pro elektronické herní automaty, které se stavěly postupně s výměnnými herními moduly. Objevily se také elektronické hračky a od roku 1979 přenosné ruční konzole. V roce 1976 vyvolal ve společnosti kritiku americký arkádový automat Death Race, kdy hráč srážel živé bytosti autem.
Koncem tohoto období začaly být osmibitové domácí počítače cenově dostupnější a objevovaly se v domácnostech.

## Herní konzole
Mezi první konzoli pro herní automat patřila v roce 1971 Galaxy Game, postavená na principu Spacewar!. Pro počítač DEC PDP-11/20 byl vyroben jeden exemplář. Později téhož roku byla vydána podobná konzole Computer Space, která se více rozšířila. Grafika hry (tvůrci Nolan Bushnell a Ted Dabney) měla již vyšší rozlišení.
V roce 1972 byla vyrobena první herní konzole pro americký domácí trh Magnavox Odyssey (autor Ralph Baer), která se připojovala na televizi.
První výrazný úspěch zaznamenala firma Atari až v roce 1975, kdy vydala konzolovou verzi Pongu. Pro značný úspěch (Atari prodala 19 000 herních zařízení s touto hrou), byla napsána a vyrobena řada „napodobenin“ této hry, například v roce 1976 Coleco Telstar, které bylo úspěšné s více než desítkou modelů.
V srpnu 1976 se na trhu objevila herní konzole Fairchild Channel F společnosti Fairchild Semiconductor. Na svou dobu měla komplexní procesor, který umožňoval poprvé v historii hru proti umělé inteligenci. Předchozí hry byly postaveny jen na interakci dvojice osob. Pro tento typ konzoli vzniklo dvacet šest herních cartridge na nichž se distribuovalo více her.
V říjnu 1977 uvedla na trh firma Atari jednu z nejúspěšnějších herních konzolí, model Atari 2600. Do roku 2004 se jich prodalo na 30 milionů kusů a nejprodávanější hrou byl Pac-Man. Během let vzniklo pro tuto konzoli přes 900 her různých typů.
Magnavox Odyssey² známá také jako Philips Videopac G7000 se začala prodávat v roce 1978 a používala procesor Intel 8048 a již běžné ROM cartridge.
Skoro za 300 USD se prodávala v roce 1979 herní konzole Intellivision, které se prodalo na tři miliony kusů. K dispozici byla paleta šestnácti 16 barev,  vytvořená podpora pro zrcadlení, detekci kolizí a zvuk, který měl tři kanály. Lze  připomenout i mikrovizi společnosti Milton Bradley Company z roku 1979. Když nebyly hry přímo nainstalovány, jako běžné paměťové médium pro konzole se používaly cartridge.

### Galerie

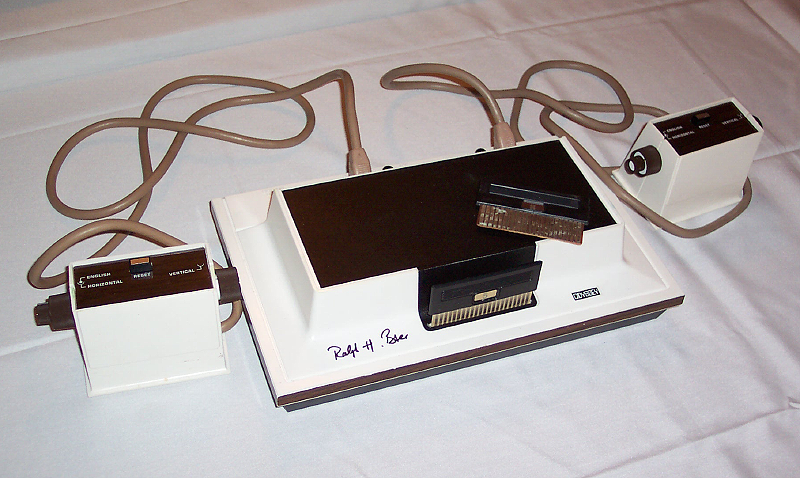
Magnavox Odysssey
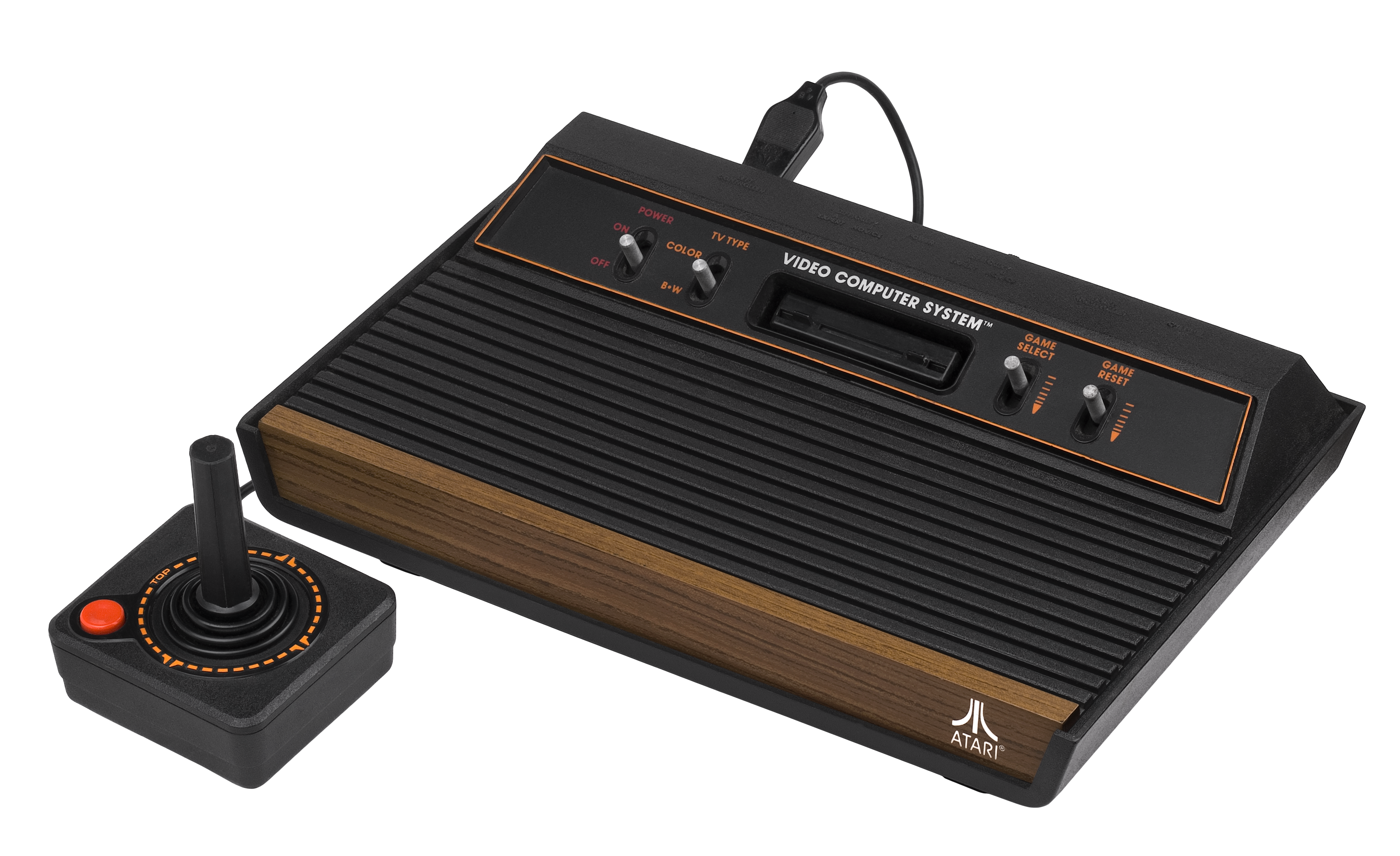
Konzole Atari 2600
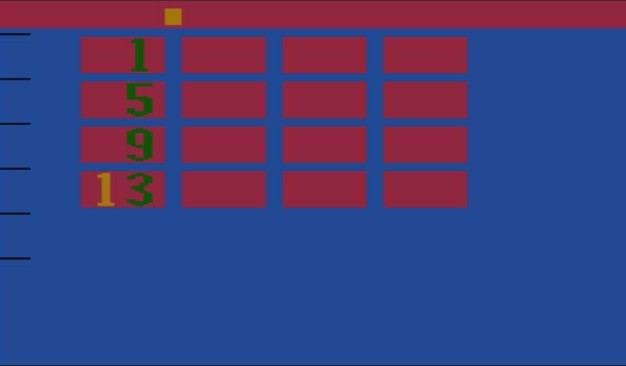
Hra pro Atari 2600
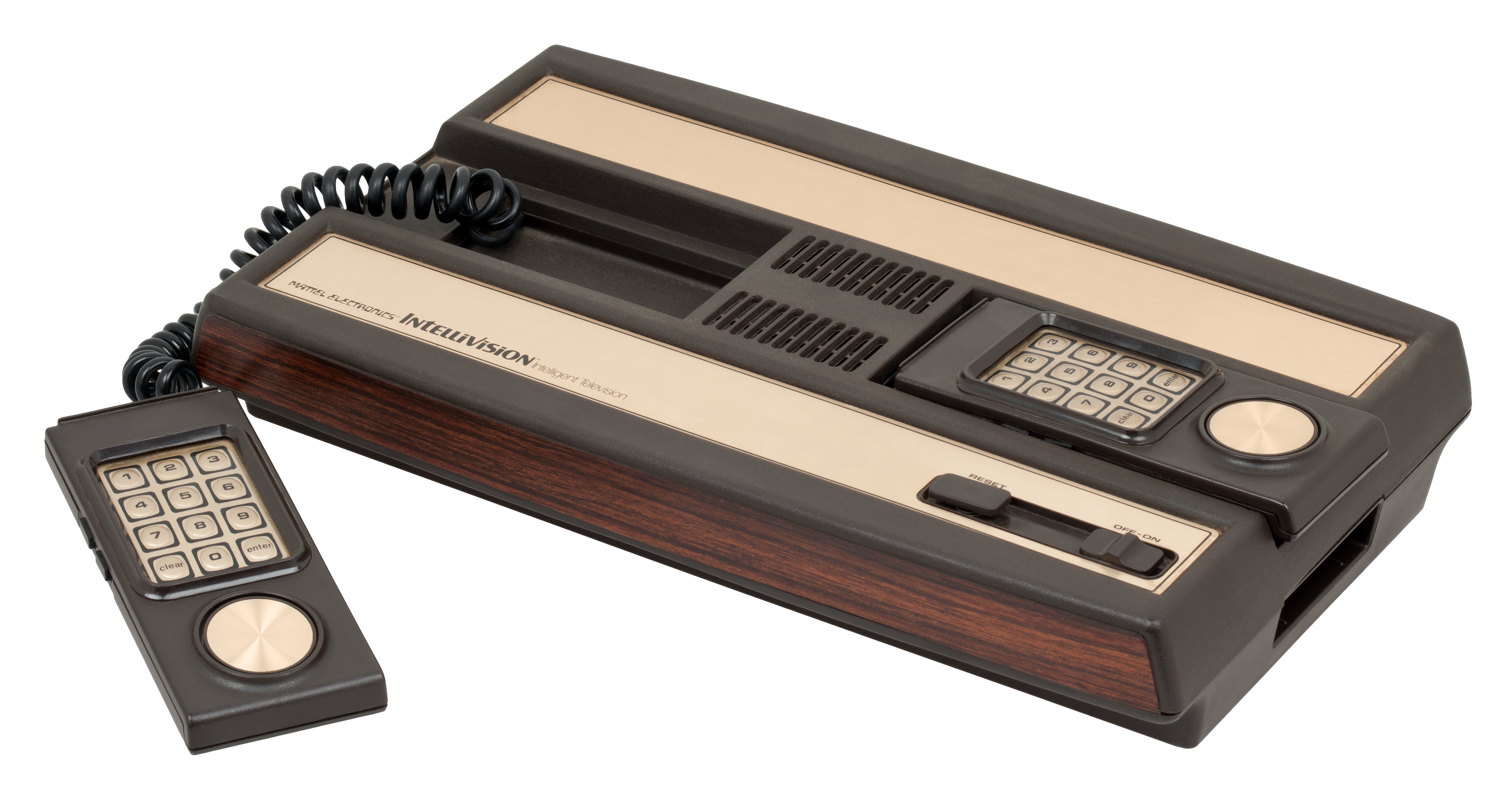
Konzole Intellivision

## Videohry
V tomto desetiletí byly oblíbené jednoduché hry dovednostní, ale také sportovní a závodní hry, objevovaly se v arkádách. Nechyběly ani náročnější simulace, hry na hrdiny a adventury pro sálové počítače. Na konci dekády byly oblíbené střílečky. Vzhledem k prvním stolním počítačům, které se začaly objevovat v domácnostech, bylo tyto hry možné naprogramovat. Zde se většinou používaly kompaktní kazety a někdy i 5,25“ diskety jako datová média.
S rozvojem herních technologií a úspěšnosti mezi širokou veřejností reagovala herní studia masovou výrobou a distribucí dalších nových her. Mezi širokou veřejností se staly oblíbené arkádové hry. S postupem hráče hrou rostla obtížnost exponenciálně. Jako příklad může posloužit japonská hra Pac Man.

### Hlavní vývojáři
- Nolan Bushnell, společnost Atari, hra Pong a další
- Ralph Baer, vývojář první herní konzole
- Don Daglow, vývojář mnoha známých her, v 70. letech pro sálové počítače (např. Star Trek)
- William Crowther, vývojář prvního Adventures Adventure (1976)

Hra pong

### Hry desetiletí
- Space Travel (1970) portování na počítače PDP a vznik konceptu Unixu
- Pong (1971) první známá arkádová hra a později herní konzole
- Star Trek (1971) první varianta hry (Michael Mayfield), naprogramovaná pro minipočítač, patřila mezi první hru, která byla pro svou oblibu upravována a implementována na různé typy počítačů (sálový počítač, minipočítač a domácí osmibitový počítač).[2]
- D&D (1974) první verze středověké hry na hrdiny (autoři Gary Gygax a Jeff Perren)
- Tank (1974) první hra s ROM, zpočátku arkádová hra
- Maze War (1974) střílečka z pohledu první osoby
- Gun Fight (1975) první hra s mikroprocesorem, zpočátku arkádová hra
- Dobrodružství (1976) první textová dobrodružná hra
- Night Driver (1976) první hra, používající trojrozměrný obrázek. Hra má jednoduchou rastrovou grafiku, ale vzhledem k předchozím dvěma titulům, barevnou.[7]
- Empire (1977) první strategická hra pro více hráčů
- Space Invaders (1978) japonská hra, zapsaná v Guinnessově knize rekordů jako nejúspěšnější arkádová hra.[3]
- Dungeon (1978) pro více uživatelů
- Asteroids (1979)
- Galaxian (1979) první hra s barevnou grafikou RGB

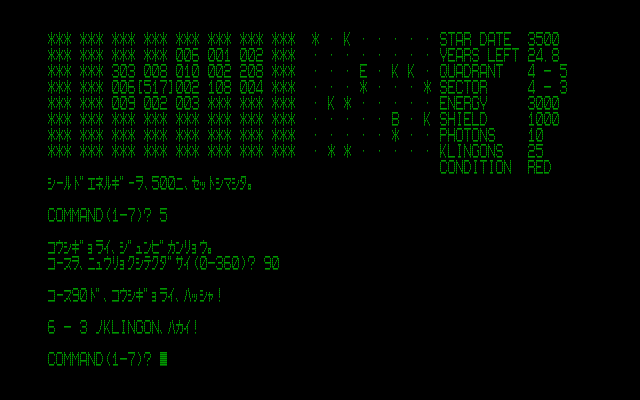
Textová hra Star Trek

Významný producent počítačových her v tomto období byla společnost Atari, mezi další patří zejména japonské video herní firmy Namco, Taito, Konami, Nintendo, Sega, americká Bally Midway a další.
Na konci tohoto desetiletí 20. století vstoupily do sektoru domácích počítačů firmy Apple (Apple II, 1977), Commodore International (Commodore PET 2001, 1977) a Texas Instruments, které kromě hardwaru vydávaly i hry a aplikace.